# Conduttori di Striscia la notizia
Nel corso degli anni Striscia la notizia è stata presentata in totale da 77 conduttori differenti. Il conduttore storico è Ezio Greggio, presente dietro il bancone del telegiornale satirico in tutte le edizioni, eccetto la stagione 1991-1992, poiché in quel periodo era impegnato sul set di diversi film. La conduzione è generalmente affidata ad una coppia di comici o attori e, in alcuni casi, noti presentatori TV. La coppia più popolare e longeva è quella composta dal 1994 da Ezio Greggio ed Enzo Iacchetti. Solitamente i conduttori sono due, anche se in alcune occasioni si formarono dei trii di conduzione: nell'edizione 2003-2004 si formarono i trii di conduzione Luca Laurenti-Anna Maria Barbera-Alessandro Benvenuti (metà stagione) e Luca Laurenti-Anna Maria Barbera-Sasà Salvaggio (fine stagione); altri trii si sono inoltre formati per brevissimi periodi durante il periodo della conduzione in multiproprietà del 2005, il 30 aprile 2015 e nell'autunno 2016. Inoltre nella puntata del 23 gennaio 2018 si formano i trii di conduzione Gerry Scotti-Enzo Iacchetti-Michelle Hunziker.
Nell'elenco dei conduttori prevale la componente maschile, composta da ben 60 uomini, a fronte di sole 17 donne, presenti per lo più in brevi periodi o singole puntate, con l'eccezione di Michelle Hunziker, che conduce il programma in coppia con Greggio dal 27 settembre 2004 al 5 ottobre 2019 e con Gerry Scotti dal 23 settembre 2015 ad oggi, di Francesca Manzini, che dal 2020 conduce anch'essa il programma con Scotti e di Vanessa Incontrada, che conduce il programma in coppia con Alessandro Siani dal 27 settembre 2021 al 14 ottobre 2023. Tra le donne alternatesi dietro il bancone del programma figurano: Alba Parietti, prima donna alla conduzione, nel 1994, Anna Maria Barbera nel 2004, Flavia Vento e Loredana Lecciso nel 2005, Maria De Filippi nel 2005 e nel 2015, Virginia Raffaele nel 2013, Mara Venier nel 2015, Belén Rodríguez nel 2016, Silvia Toffanin, Valeria Graci e Lorella Cuccarini nel 2022. Un caso particolare è rappresentato dalla Signora Emma Coriandoli, personaggio interpretato dall'attore Maurizio Ferrini, presente nella conduzione dal 1992 al 1994, ma considerata al fine del conteggio come conduttore uomo.
L'edizione della domenica, intitolata per l'appunto Striscia la domenica e andata in onda per sole tre stagioni tra il 2009 e il 2013, è stata condotta nelle prime due edizioni da alcune coppie composte dagli inviati di Striscia: il "tapiroforo" Valerio Staffelli e l'inviato dagli stadi Cristiano Militello (nel 2020 conduttore anche di Striscia la notizia), il forbito Moreno Morello e lo stura-ingiustizie Capitan Ventosa (interpretato all'epoca da Luca Cassol), Jimmy Ghione e la siciliana Stefania Petyx, l'artista e trasformista Dario Ballantini (già conduttore per una puntata di Striscia la notizia nel 2005) e l'inviato dalla terra sarda Cristian Cocco, Max Laudadio, il Bruno Vespa di Striscia Giampaolo Fabrizio e l'inviato dalla Campania Luca Abete e la coppia pugliese composta da Fabio e Mingo; nella terza edizione è stata invece condotta dai conduttori dell'edizione classica.
Tra versione feriale e festiva il programma è stato presentato in totale da 89 conduttori (71 uomini e 18 donne).

## Cronologia dei conduttori
| Edizione | Periodo                            | Periodo                                   | Conduzione           | Conduzione           | Conduzione           | Conduzione           |
| -------- | ---------------------------------- | ----------------------------------------- | -------------------- | -------------------- | -------------------- | -------------------- |
| 1ª       | 7 novembre - 16 dicembre 1988      | 7 novembre - 16 dicembre 1988             | Ezio Greggio         | Gianfranco D'Angelo  | Gianfranco D'Angelo  | Gianfranco D'Angelo  |
| 2ª       | 11 dicembre 1989 - 30 giugno 1990  | 11 dicembre 1989 - 30 giugno 1990         | Ezio Greggio         | Raffaele Pisu        | Raffaele Pisu        | Raffaele Pisu        |
| 3ª       | 1º ottobre 1990 - 29 giugno 1991   | 1º ottobre 1990 - 29 giugno 1991          | Ezio Greggio         | Raffaele Pisu        | Raffaele Pisu        | Raffaele Pisu        |
| 4ª       | 30 settembre 1991 - 27 giugno 1992 | dal 30 settembre al 30 novembre 1991      | Lando Buzzanca       | Giorgio Faletti      | Giorgio Faletti      | Giorgio Faletti      |
| 4ª       | 30 settembre 1991 - 27 giugno 1992 | dal 2 dicembre 1991 al 4 gennaio 1992     | Sergio Vastano       | Teo Teocoli          | Teo Teocoli          | Teo Teocoli          |
| 4ª       | 30 settembre 1991 - 27 giugno 1992 | dal 6 al 18 gennaio 1992                  | Sergio Vastano       | Gino Bartali         | Gino Bartali         | Gino Bartali         |
| 4ª       | 30 settembre 1991 - 27 giugno 1992 | dal 20 gennaio al 6 giugno 1992           | Sergio Vastano       | Signora Coriandoli   | Signora Coriandoli   | Signora Coriandoli   |
| 4ª       | 30 settembre 1991 - 27 giugno 1992 | dall'8 al 27 giugno 1992                  | Claudio Bisio        | Gianni Fantoni       | Gianni Fantoni       | Gianni Fantoni       |
| 5ª       | 28 settembre 1992 - 19 giugno 1993 | dal 28 settembre 1992 al 23 gennaio 1993  | Ezio Greggio         | Ric                  | Ric                  | Ric                  |
| 5ª       | 28 settembre 1992 - 19 giugno 1993 | dal 25 gennaio al 19 giugno 1993          | Sergio Vastano       | Signora Coriandoli   | Signora Coriandoli   | Signora Coriandoli   |
| 6ª       | 27 settembre 1993 - 18 giugno 1994 | dal 27 settembre 1993 al 26 febbraio 1994 | Ezio Greggio         | Ric                  | Ric                  | Ric                  |
| 6ª       | 27 settembre 1993 - 18 giugno 1994 | dal 28 febbraio al 7 maggio 1994          | Alba Parietti        | Signora Coriandoli   | Signora Coriandoli   | Signora Coriandoli   |
| 6ª       | 27 settembre 1993 - 18 giugno 1994 | dal 9 maggio al 18 giugno 1994            | Sergio Vastano       | Signora Coriandoli   | Signora Coriandoli   | Signora Coriandoli   |
| 6ª       | 27 settembre 1993 - 18 giugno 1994 | 19 maggio 1994                            | Sergio Vastano       | Signora Coriandoli   | Signora Coriandoli   | Ezio Greggio         |
| 6ª       | 27 settembre 1993 - 18 giugno 1994 | 19 maggio 1994                            | Sergio Vastano       | Ric                  | Gino Bartali         | Alba Parietti        |
| 7ª       | 26 settembre 1994 - 17 giugno 1995 | dal 26 settembre 1994 al 25 febbraio 1995 | Ezio Greggio         | Enzo Iacchetti       | Enzo Iacchetti       | Enzo Iacchetti       |
| 7ª       | 26 settembre 1994 - 17 giugno 1995 | dal 27 febbraio al 17 giugno 1995         | Lello Arena          | Enzo Iacchetti       | Enzo Iacchetti       | Enzo Iacchetti       |
| 7ª       | 26 settembre 1994 - 17 giugno 1995 | 24 aprile e 12 giugno 1995                | Lello Arena          | Mauro Iacchetti      | Mauro Iacchetti      | Mauro Iacchetti      |
| 8ª       | 25 settembre 1995 - 15 giugno 1996 | dal 25 settembre 1995 al 24 febbraio 1996 | Ezio Greggio         | Enzo Iacchetti       | Enzo Iacchetti       | Enzo Iacchetti       |
| 8ª       | 25 settembre 1995 - 15 giugno 1996 | dal 26 febbraio al 15 giugno 1996         | Lello Arena          | Enzo Iacchetti       | Enzo Iacchetti       | Enzo Iacchetti       |
| 9ª       | 30 settembre 1996 - 14 giugno 1997 | dal 30 settembre 1996 al 1º marzo 1997    | Ezio Greggio         | Enzo Iacchetti       | Enzo Iacchetti       | Enzo Iacchetti       |
| 9ª       | 30 settembre 1996 - 14 giugno 1997 | dal 3 marzo al 5 aprile 1997              | Massimo Boldi        | Paolo Villaggio      | Paolo Villaggio      | Paolo Villaggio      |
| 9ª       | 30 settembre 1996 - 14 giugno 1997 | dal 7 aprile al 17 maggio 1997            | Tullio Solenghi      | Gene Gnocchi         | Gene Gnocchi         | Gene Gnocchi         |
| 9ª       | 30 settembre 1996 - 14 giugno 1997 | dal 19 maggio al 14 giugno 1997           | Gerry Scotti         | Franco Oppini        | Franco Oppini        | Franco Oppini        |
| 10ª      | 29 settembre 1997 - 30 maggio 1998 | dal 29 settembre 1997 al 31 gennaio 1998  | Ezio Greggio         | Enzo Iacchetti       | Enzo Iacchetti       | Enzo Iacchetti       |
| 10ª      | 29 settembre 1997 - 30 maggio 1998 | dal 2 al 28 febbraio 1998                 | Ezio Greggio         | Claudio Lippi        | Claudio Lippi        | Claudio Lippi        |
| 10ª      | 29 settembre 1997 - 30 maggio 1998 | dal 2 marzo al 30 maggio 1998             | Tullio Solenghi      | Gene Gnocchi         | Gene Gnocchi         | Gene Gnocchi         |
| 11ª      | 28 settembre 1998 - 12 giugno 1999 | dal 28 settembre 1998 al 27 febbraio 1999 | Ezio Greggio         | Enzo Iacchetti       | Enzo Iacchetti       | Enzo Iacchetti       |
| 11ª      | 28 settembre 1998 - 12 giugno 1999 | dal 1º marzo al 12 giugno 1999            | Gerry Scotti         | Gene Gnocchi         | Gene Gnocchi         | Gene Gnocchi         |
| 12ª      | 27 settembre 1999 - 10 giugno 2000 | dal 27 settembre 1999 al 26 febbraio 2000 | Ezio Greggio         | Enzo Iacchetti       | Enzo Iacchetti       | Enzo Iacchetti       |
| 12ª      | 27 settembre 1999 - 10 giugno 2000 | dal 28 febbraio al 10 giugno 2000         | Paolo Bonolis        | Luca Laurenti        | Luca Laurenti        | Luca Laurenti        |
| 13ª      | 25 settembre 2000 - 9 giugno 2001  | dal 25 settembre 2000 al 3 marzo 2001     | Ezio Greggio         | Enzo Iacchetti       | Enzo Iacchetti       | Enzo Iacchetti       |
| 13ª      | 25 settembre 2000 - 9 giugno 2001  | dal 5 marzo al 9 giugno 2001              | Paolo Bonolis        | Luca Laurenti        | Luca Laurenti        | Luca Laurenti        |
| 14ª      | 24 settembre 2001 - 8 giugno 2002  | dal 24 settembre 2001 al 9 marzo 2002     | Ezio Greggio         | Enzo Iacchetti       | Enzo Iacchetti       | Enzo Iacchetti       |
| 14ª      | 24 settembre 2001 - 8 giugno 2002  | dall'11 marzo all'8 giugno 2002           | Paolo Bonolis        | Luca Laurenti        | Luca Laurenti        | Luca Laurenti        |
| 15ª      | 23 settembre 2002 - 7 giugno 2003  | dal 23 settembre 2002 all'8 marzo 2003    | Ezio Greggio         | Enzo Iacchetti       | Enzo Iacchetti       | Enzo Iacchetti       |
| 15ª      | 23 settembre 2002 - 7 giugno 2003  | dal 10 marzo al 7 giugno 2003             | Paolo Bonolis        | Luca Laurenti        | Luca Laurenti        | Luca Laurenti        |
| 16ª      | 22 settembre 2003 - 5 giugno 2004  | dal 22 settembre 2003 al 27 marzo 2004    | Ezio Greggio         | Enzo Iacchetti       | Enzo Iacchetti       | Enzo Iacchetti       |
| 16ª      | 22 settembre 2003 - 5 giugno 2004  | dal 29 marzo al 3 aprile 2004             | Anna Maria Barbera   | Luca Laurenti        | Alessandro Benvenuti | Alessandro Benvenuti |
| 16ª      | 22 settembre 2003 - 5 giugno 2004  | dal 5 aprile al 5 giugno 2004             | Anna Maria Barbera   | Luca Laurenti        | Sasà Salvaggio       | Sasà Salvaggio       |
| 17ª      | 27 settembre 2004 - 11 giugno 2005 | dal 27 settembre 2004 all'8 gennaio 2005  | Ezio Greggio         | Michelle Hunziker    | Michelle Hunziker    | Michelle Hunziker    |
| 17ª      | 27 settembre 2004 - 11 giugno 2005 | dal 10 gennaio al 19 marzo 2005           | Ezio Greggio         | Enzo Iacchetti       | Enzo Iacchetti       | Enzo Iacchetti       |
| 17ª      | 27 settembre 2004 - 11 giugno 2005 | 8 febbraio 2005                           | Ezio Greggio         | Emilio Fede          | Emilio Fede          | Emilio Fede          |
| 17ª      | 27 settembre 2004 - 11 giugno 2005 | dal 21 al 31 marzo 2005                   | Ezio Greggio         | Franco Neri          | Franco Neri          | Franco Neri          |
| 17ª      | 27 settembre 2004 - 11 giugno 2005 | dal 5 al 9 aprile 2005                    | Maria De Filippi     | Kledi Kadiu          | Garrison Rochelle    | Garrison Rochelle    |
| 17ª      | 27 settembre 2004 - 11 giugno 2005 | 11 aprile 2005                            | Massimo Ceccherini   | Leonardo Pieraccioni | Leonardo Pieraccioni | Leonardo Pieraccioni |
| 17ª      | 27 settembre 2004 - 11 giugno 2005 | 12 e 13 aprile 2005                       | Enzo Iacchetti       | Giobbe Covatta       | Giobbe Covatta       | Giobbe Covatta       |
| 17ª      | 27 settembre 2004 - 11 giugno 2005 | 14 aprile 2005                            | Gerry Scotti         | Mike Bongiorno       | Mike Bongiorno       | Mike Bongiorno       |
| 17ª      | 27 settembre 2004 - 11 giugno 2005 | 15 e 16 aprile 2005                       | Zuzzurro e Gaspare   | Zuzzurro e Gaspare   | Zuzzurro e Gaspare   | Zuzzurro e Gaspare   |
| 17ª      | 27 settembre 2004 - 11 giugno 2005 | 18 aprile 2005                            | Dario Ballantini     | Gigi D'Alessio       | Gigi D'Alessio       | Gigi D'Alessio       |
| 17ª      | 27 settembre 2004 - 11 giugno 2005 | 19 e 20 aprile 2005                       | Leo Gullotta         | Dj Francesco         | Dj Francesco         | Dj Francesco         |
| 17ª      | 27 settembre 2004 - 11 giugno 2005 | 21 aprile 2005                            | Pino Insegno         | Pino Campagna        | Loredana Lecciso     | Loredana Lecciso     |
| 17ª      | 27 settembre 2004 - 11 giugno 2005 | 22 e 23 aprile 2005                       | Nino Frassica        | Nino D'Angelo        | Nino D'Angelo        | Nino D'Angelo        |
| 17ª      | 27 settembre 2004 - 11 giugno 2005 | dal 25 al 30 aprile 2005                  | Ficarra              | Picone               | Picone               | Picone               |
| 17ª      | 27 settembre 2004 - 11 giugno 2005 | dal 2 al 14 maggio 2005                   | Tullio Solenghi      | Massimo Lopez        | Massimo Lopez        | Massimo Lopez        |
| 17ª      | 27 settembre 2004 - 11 giugno 2005 | 16 e 17 maggio 2005                       | Pino Insegno         | Pino Campagna        | Flavia Vento         | Flavia Vento         |
| 17ª      | 27 settembre 2004 - 11 giugno 2005 | 18 maggio 2005                            | Beppe Braida         | Gabibbo              | Gabibbo              | Gabibbo              |
| 17ª      | 27 settembre 2004 - 11 giugno 2005 | 19 maggio 2005                            | Tullio Solenghi      | Massimo Lopez        | Massimo Lopez        | Massimo Lopez        |
| 17ª      | 27 settembre 2004 - 11 giugno 2005 | 20 e 21 maggio 2005                       | Nino Frassica        | Mino Reitano         | Mino Reitano         | Mino Reitano         |
| 17ª      | 27 settembre 2004 - 11 giugno 2005 | dal 23 maggio al 4 giugno 2005            | Tullio Solenghi      | Massimo Lopez        | Massimo Lopez        | Massimo Lopez        |
| 17ª      | 27 settembre 2004 - 11 giugno 2005 | dal 6 giugno all'11 giugno 2005           | Elisabetta Canalis   | Maddalena Corvaglia  | Maddalena Corvaglia  | Maddalena Corvaglia  |
| 18ª      | 26 settembre 2005 - 10 giugno 2006 | dal 26 settembre al 12 novembre 2005      | Ezio Greggio         | Franco Neri          | Franco Neri          | Franco Neri          |
| 18ª      | 26 settembre 2005 - 10 giugno 2006 | dal 14 novembre 2005 al 14 gennaio 2006   | Ezio Greggio         | Enzo Iacchetti       | Enzo Iacchetti       | Enzo Iacchetti       |
| 18ª      | 26 settembre 2005 - 10 giugno 2006 | dal 16 gennaio al 4 marzo 2006            | Ezio Greggio         | Michelle Hunziker    | Michelle Hunziker    | Michelle Hunziker    |
| 18ª      | 26 settembre 2005 - 10 giugno 2006 | dal 6 al 25 marzo 2006                    | Ezio Greggio         | Franco Neri          | Franco Neri          | Franco Neri          |
| 18ª      | 26 settembre 2005 - 10 giugno 2006 | dal 27 marzo al 10 giugno 2006            | Ficarra              | Picone               | Picone               | Picone               |
| 19ª      | 25 settembre 2006 - 9 giugno 2007  | dal 25 settembre al 16 dicembre 2006      | Ezio Greggio         | Michelle Hunziker    | Michelle Hunziker    | Michelle Hunziker    |
| 19ª      | 25 settembre 2006 - 9 giugno 2007  | dal 18 dicembre 2006 al 6 gennaio 2007    | Ezio Greggio         | Gerry Scotti         | Gerry Scotti         | Gerry Scotti         |
| 19ª      | 25 settembre 2006 - 9 giugno 2007  | dall'8 gennaio al 31 marzo 2007           | Ezio Greggio         | Enzo Iacchetti       | Enzo Iacchetti       | Enzo Iacchetti       |
| 19ª      | 25 settembre 2006 - 9 giugno 2007  | dal 2 aprile al 9 giugno 2007             | Ficarra              | Picone               | Picone               | Picone               |
| 20ª      | 24 settembre 2007 - 7 giugno 2008  | dal 24 settembre 2007 al 5 gennaio 2008   | Ezio Greggio         | Enzo Iacchetti       | Enzo Iacchetti       | Enzo Iacchetti       |
| 20ª      | 24 settembre 2007 - 7 giugno 2008  | dal 7 gennaio al 29 marzo 2008            | Ezio Greggio         | Michelle Hunziker    | Michelle Hunziker    | Michelle Hunziker    |
| 20ª      | 24 settembre 2007 - 7 giugno 2008  | dal 31 marzo al 7 giugno 2008             | Ficarra              | Picone               | Picone               | Picone               |
| 21ª      | 22 settembre 2008 - 6 giugno 2009  | dal 22 settembre 2008 al 10 gennaio 2009  | Ezio Greggio         | Enzo Iacchetti       | Enzo Iacchetti       | Enzo Iacchetti       |
| 21ª      | 22 settembre 2008 - 6 giugno 2009  | dal 12 gennaio al 28 marzo 2009           | Ezio Greggio         | Michelle Hunziker    | Michelle Hunziker    | Michelle Hunziker    |
| 21ª      | 22 settembre 2008 - 6 giugno 2009  | dal 30 marzo al 6 giugno 2009             | Ficarra              | Picone               | Picone               | Picone               |
| 22ª      | 21 settembre 2009 - 5 giugno 2010  | dal 21 settembre 2009 al 9 gennaio 2010   | Ezio Greggio         | Enzo Iacchetti       | Enzo Iacchetti       | Enzo Iacchetti       |
| 22ª      | 21 settembre 2009 - 5 giugno 2010  | dall'11 gennaio al 27 marzo 2010          | Ezio Greggio         | Michelle Hunziker    | Michelle Hunziker    | Michelle Hunziker    |
| 22ª      | 21 settembre 2009 - 5 giugno 2010  | dal 29 marzo al 5 giugno 2010             | Ficarra              | Picone               | Picone               | Picone               |
| 23ª      | 20 settembre 2010 - 4 giugno 2011  | dal 20 settembre 2010 all'8 gennaio 2011  | Ezio Greggio         | Enzo Iacchetti       | Enzo Iacchetti       | Enzo Iacchetti       |
| 23ª      | 20 settembre 2010 - 4 giugno 2011  | dal 10 gennaio al 26 marzo 2011           | Ezio Greggio         | Michelle Hunziker    | Michelle Hunziker    | Michelle Hunziker    |
| 23ª      | 20 settembre 2010 - 4 giugno 2011  | dal 28 marzo al 4 giugno 2011             | Ficarra              | Picone               | Picone               | Picone               |
| 24ª      | 26 settembre 2011 - 10 giugno 2012 | dal 26 settembre 2011 al 7 gennaio 2012   | Ezio Greggio         | Enzo Iacchetti       | Enzo Iacchetti       | Enzo Iacchetti       |
| 24ª      | 26 settembre 2011 - 10 giugno 2012 | dal 9 gennaio al 31 marzo 2012            | Ezio Greggio         | Michelle Hunziker    | Michelle Hunziker    | Michelle Hunziker    |
| 24ª      | 26 settembre 2011 - 10 giugno 2012 | dal 2 aprile al 10 giugno 2012            | Ficarra              | Picone               | Picone               | Picone               |
| 25ª      | 24 settembre 2012 - 15 giugno 2013 | dal 24 settembre 2012 al 5 gennaio 2013   | Ezio Greggio         | Michelle Hunziker    | Michelle Hunziker    | Michelle Hunziker    |
| 25ª      | 24 settembre 2012 - 15 giugno 2013 | dal 7 gennaio al 23 marzo 2013            | Ezio Greggio         | Enzo Iacchetti       | Enzo Iacchetti       | Enzo Iacchetti       |
| 25ª      | 24 settembre 2012 - 15 giugno 2013 | dal 25 marzo al 15 giugno 2013            | Ficarra              | Picone               | Picone               | Picone               |
| 26ª      | 23 settembre 2013 - 7 giugno 2014  | dal 23 settembre all'8 ottobre 2013       | Virginia Raffaele    | Michelle Hunziker    | Michelle Hunziker    | Michelle Hunziker    |
| 26ª      | 23 settembre 2013 - 7 giugno 2014  | 9 ottobre 2013                            | Virginia Raffaele    | Gabibbo              | Gabibbo              | Gabibbo              |
| 26ª      | 23 settembre 2013 - 7 giugno 2014  | dal 10 al 12 ottobre 2013                 | Virginia Raffaele    | Gerry Scotti         | Gerry Scotti         | Gerry Scotti         |
| 26ª      | 23 settembre 2013 - 7 giugno 2014  | dal 14 al 26 ottobre 2013                 | Piero Chiambretti    | Michelle Hunziker    | Michelle Hunziker    | Michelle Hunziker    |
| 26ª      | 23 settembre 2013 - 7 giugno 2014  | dal 28 ottobre 2013 al 6 gennaio 2014     | Ezio Greggio         | Michelle Hunziker    | Michelle Hunziker    | Michelle Hunziker    |
| 26ª      | 23 settembre 2013 - 7 giugno 2014  | dal 31 ottobre al 6 novembre 2013         | Ezio Greggio         | Enzo Iacchetti       | Enzo Iacchetti       | Enzo Iacchetti       |
| 26ª      | 23 settembre 2013 - 7 giugno 2014  | dal 7 gennaio al 1º marzo 2014            | Ezio Greggio         | Enzo Iacchetti       | Enzo Iacchetti       | Enzo Iacchetti       |
| 26ª      | 23 settembre 2013 - 7 giugno 2014  | dal 3 marzo al 7 giugno 2014              | Ficarra              | Picone               | Picone               | Picone               |
| 27ª      | 22 settembre 2014 - 6 giugno 2015  | dal 22 al 27 settembre 2014               | Leonardo Pieraccioni | Maurizio Battista    | Maurizio Battista    | Maurizio Battista    |
| 27ª      | 22 settembre 2014 - 6 giugno 2015  | dal 29 settembre all'11 ottobre 2014      | Piero Chiambretti    | Michelle Hunziker    | Michelle Hunziker    | Michelle Hunziker    |
| 27ª      | 22 settembre 2014 - 6 giugno 2015  | dal 13 ottobre 2014 al 6 gennaio 2015     | Ezio Greggio         | Michelle Hunziker    | Michelle Hunziker    | Michelle Hunziker    |
| 27ª      | 22 settembre 2014 - 6 giugno 2015  | dal 7 gennaio al 21 febbraio 2015         | Ezio Greggio         | Enzo Iacchetti       | Enzo Iacchetti       | Enzo Iacchetti       |
| 27ª      | 22 settembre 2014 - 6 giugno 2015  | dal 23 febbraio al 6 giugno 2015          | Ficarra              | Picone               | Picone               | Picone               |
| 27ª      | 22 settembre 2014 - 6 giugno 2015  | 30 aprile 2015                            | Ficarra              | Picone               | Belén Rodríguez      | Belén Rodríguez      |
| 28ª      | 21 settembre 2015 - 11 giugno 2016 | 21 e 22 settembre 2015                    | Maria De Filippi     | Michelle Hunziker    | Michelle Hunziker    | Michelle Hunziker    |
| 28ª      | 21 settembre 2015 - 11 giugno 2016 | 23 e 24 settembre 2015                    | Gerry Scotti         | Michelle Hunziker    | Michelle Hunziker    | Michelle Hunziker    |
| 28ª      | 21 settembre 2015 - 11 giugno 2016 | 25 e 26 settembre 2015                    | Mara Venier          | Michelle Hunziker    | Michelle Hunziker    | Michelle Hunziker    |
| 28ª      | 21 settembre 2015 - 11 giugno 2016 | dal 28 settembre al 24 ottobre 2015       | Christian De Sica    | Michelle Hunziker    | Michelle Hunziker    | Michelle Hunziker    |
| 28ª      | 21 settembre 2015 - 11 giugno 2016 | dal 26 ottobre 2015 al 28 novembre 2015   | Ezio Greggio         | Michelle Hunziker    | Michelle Hunziker    | Michelle Hunziker    |
| 28ª      | 21 settembre 2015 - 11 giugno 2016 | dal 30 novembre 2015 al 23 gennaio 2016   | Ezio Greggio         | Enzo Iacchetti       | Enzo Iacchetti       | Enzo Iacchetti       |
| 28ª      | 21 settembre 2015 - 11 giugno 2016 | dal 25 gennaio al 6 febbraio 2016         | Ezio Greggio         | Michelle Hunziker    | Michelle Hunziker    | Michelle Hunziker    |
| 28ª      | 21 settembre 2015 - 11 giugno 2016 | dall'8 febbraio all'11 giugno 2016        | Ficarra              | Picone               | Picone               | Picone               |
| 29ª      | 26 settembre 2016 - 10 giugno 2017 | dal 26 settembre al 1º ottobre 2016       | Belén Rodríguez      | Michelle Hunziker    | Michelle Hunziker    | Michelle Hunziker    |
| 29ª      | 26 settembre 2016 - 10 giugno 2017 | 3 e 4 ottobre 2016                        | Piero Chiambretti    | Michelle Hunziker    | Michelle Hunziker    | Michelle Hunziker    |
| 29ª      | 26 settembre 2016 - 10 giugno 2017 | 5 ottobre 2016                            | Gerry Scotti         | Michelle Hunziker    | Michelle Hunziker    | Michelle Hunziker    |
| 29ª      | 26 settembre 2016 - 10 giugno 2017 | dal 6 all'8 ottobre 2016                  | Luca e Paolo         | Michelle Hunziker    | Michelle Hunziker    | Michelle Hunziker    |
| 29ª      | 26 settembre 2016 - 10 giugno 2017 | dal 10 ottobre al 19 novembre 2016        | Ezio Greggio         | Michelle Hunziker    | Michelle Hunziker    | Michelle Hunziker    |
| 29ª      | 26 settembre 2016 - 10 giugno 2017 | dal 21 novembre 2016 al 21 gennaio 2017   | Ezio Greggio         | Enzo Iacchetti       | Enzo Iacchetti       | Enzo Iacchetti       |
| 29ª      | 26 settembre 2016 - 10 giugno 2017 | dal 23 gennaio al 4 febbraio 2017         | Ezio Greggio         | Michelle Hunziker    | Michelle Hunziker    | Michelle Hunziker    |
| 29ª      | 26 settembre 2016 - 10 giugno 2017 | dal 6 febbraio al 10 giugno 2017          | Ficarra              | Picone               | Picone               | Picone               |
| 30ª      | 25 settembre 2017 - 9 giugno 2018  | dal 25 settembre al 2 dicembre 2017       | Ezio Greggio         | Enzo Iacchetti       | Enzo Iacchetti       | Enzo Iacchetti       |
| 30ª      | 25 settembre 2017 - 9 giugno 2018  | dal 4 dicembre 2017 al 6 gennaio 2018     | Ezio Greggio         | Michelle Hunziker    | Michelle Hunziker    | Michelle Hunziker    |
| 30ª      | 25 settembre 2017 - 9 giugno 2018  | dall'8 gennaio al 3 febbraio 2018         | Gerry Scotti         | Michelle Hunziker    | Michelle Hunziker    | Michelle Hunziker    |
| 30ª      | 25 settembre 2017 - 9 giugno 2018  | dal 5 febbraio al 9 giugno 2018           | Ficarra              | Picone               | Picone               | Picone               |
| 31ª      | 24 settembre 2018 - 8 giugno 2019  | dal 24 settembre al 13 ottobre 2018       | Ezio Greggio         | Michelle Hunziker    | Michelle Hunziker    | Michelle Hunziker    |
| 31ª      | 24 settembre 2018 - 8 giugno 2019  | dal 15 ottobre 2018 al 5 gennaio 2019     | Ezio Greggio         | Enzo Iacchetti       | Enzo Iacchetti       | Enzo Iacchetti       |
| 31ª      | 24 settembre 2018 - 8 giugno 2019  | dal 7 gennaio al 13 aprile 2019           | Ficarra              | Picone               | Picone               | Picone               |
| 31ª      | 24 settembre 2018 - 8 giugno 2019  | dal 15 aprile all'8 giugno 2019           | Gerry Scotti         | Michelle Hunziker    | Michelle Hunziker    | Michelle Hunziker    |
| 32ª      | 23 settembre 2019 - 27 giugno 2020 | dal 23 settembre al 5 ottobre 2019        | Ezio Greggio         | Michelle Hunziker    | Michelle Hunziker    | Michelle Hunziker    |
| 32ª      | 23 settembre 2019 - 27 giugno 2020 | dal 7 ottobre 2019 al 6 gennaio 2020      | Ezio Greggio         | Enzo Iacchetti       | Enzo Iacchetti       | Enzo Iacchetti       |
| 32ª      | 23 settembre 2019 - 27 giugno 2020 | dal 7 gennaio al 29 febbraio 2020         | Ficarra              | Picone               | Picone               | Picone               |
| 32ª      | 23 settembre 2019 - 27 giugno 2020 | dal 2 al 7 marzo 2020                     | Gerry Scotti         | Francesca Manzini    | Francesca Manzini    | Francesca Manzini    |
| 32ª      | 23 settembre 2019 - 27 giugno 2020 | dal 9 marzo al 27 giugno 2020             | Gerry Scotti         | Michelle Hunziker    | Michelle Hunziker    | Michelle Hunziker    |
| 33ª      | 28 settembre 2020 - 12 giugno 2021 | dal 28 settembre al 24 ottobre 2020       | Ficarra              | Picone               | Picone               | Picone               |
| 33ª      | 28 settembre 2020 - 12 giugno 2021 | 26 ottobre 2020                           | Ficarra              | Cristiano Militello  | Cristiano Militello  | Cristiano Militello  |
| 33ª      | 28 settembre 2020 - 12 giugno 2021 | dal 27 ottobre al 7 novembre 2020         | Ficarra              | Sergio Friscia       | Sergio Friscia       | Sergio Friscia       |
| 33ª      | 28 settembre 2020 - 12 giugno 2021 | dal 9 novembre al 5 dicembre 2020         | Ficarra              | Picone               | Picone               | Picone               |
| 33ª      | 28 settembre 2020 - 12 giugno 2021 | dal 7 dicembre 2020 al 6 marzo 2021       | Ezio Greggio         | Enzo Iacchetti       | Enzo Iacchetti       | Enzo Iacchetti       |
| 33ª      | 28 settembre 2020 - 12 giugno 2021 | dall'8 al 27 marzo 2021                   | Gerry Scotti         | Francesca Manzini    | Francesca Manzini    | Francesca Manzini    |
| 33ª      | 28 settembre 2020 - 12 giugno 2021 | dal 29 marzo al 12 giugno 2021            | Gerry Scotti         | Michelle Hunziker    | Michelle Hunziker    | Michelle Hunziker    |
| 34ª      | 27 settembre 2021 - 11 giugno 2022 | dal 27 settembre al 2 novembre 2021       | Alessandro Siani     | Vanessa Incontrada   | Vanessa Incontrada   | Vanessa Incontrada   |
| 34ª      | 27 settembre 2021 - 11 giugno 2022 | dal 3 novembre all'11 dicembre 2021       | Sergio Friscia       | Roberto Lipari       | Roberto Lipari       | Roberto Lipari       |
| 34ª      | 27 settembre 2021 - 11 giugno 2022 | 10 dicembre 2021                          | Sergio Friscia       | Roberto Lipari       | Roberto Lipari       | Roberto Lipari       |
| 34ª      | 27 settembre 2021 - 11 giugno 2022 | Roberto Lipari                            | Sergio Friscia       | Alessandro Siani     | Diletta Leotta       |                      |
| 34ª      | 27 settembre 2021 - 11 giugno 2022 | dal 13 dicembre 2021 al 1º febbraio 2022  | Ezio Greggio         | Enzo Iacchetti       | Enzo Iacchetti       | Enzo Iacchetti       |
| 34ª      | 27 settembre 2021 - 11 giugno 2022 | dal 2 al 12 febbraio 2022                 | Sergio Friscia       | Roberto Lipari       | Roberto Lipari       | Roberto Lipari       |
| 34ª      | 27 settembre 2021 - 11 giugno 2022 | dal 14 al 19 febbraio 2022                | Ezio Greggio         | Enzo Iacchetti       | Enzo Iacchetti       | Enzo Iacchetti       |
| 34ª      | 27 settembre 2021 - 11 giugno 2022 | dal 21 al 26 febbraio 2022                | Ezio Greggio         | Silvia Toffanin      | Silvia Toffanin      | Silvia Toffanin      |
| 34ª      | 27 settembre 2021 - 11 giugno 2022 | dal 28 febbraio al 12 marzo 2022          | Gerry Scotti         | Francesca Manzini    | Francesca Manzini    | Francesca Manzini    |
| 34ª      | 27 settembre 2021 - 11 giugno 2022 | 14 e 15 marzo 2022                        | Gerry Scotti         | Valeria Graci        | Valeria Graci        | Valeria Graci        |
| 34ª      | 27 settembre 2021 - 11 giugno 2022 | dal 16 al 19 marzo 2022                   | Gerry Scotti         | Lorella Cuccarini    | Lorella Cuccarini    | Lorella Cuccarini    |
| 34ª      | 27 settembre 2021 - 11 giugno 2022 | dal 21 marzo al 7 maggio 2022             | Gerry Scotti         | Michelle Hunziker    | Michelle Hunziker    | Michelle Hunziker    |
| 34ª      | 27 settembre 2021 - 11 giugno 2022 | dal 9 al 14 maggio 2022                   | Gerry Scotti         | Valeria Graci        | Valeria Graci        | Valeria Graci        |
| 34ª      | 27 settembre 2021 - 11 giugno 2022 | dal 16 maggio all'11 giugno 2022          | Gerry Scotti         | Michelle Hunziker    | Michelle Hunziker    | Michelle Hunziker    |
| 35ª      | 27 settembre 2022 - 10 giugno 2023 | dal 27 settembre al 1º ottobre 2022       | Alessandro Siani     | Luca Argentero       | Luca Argentero       | Luca Argentero       |
| 35ª      | 27 settembre 2022 - 10 giugno 2023 | dal 3 al 22 ottobre 2022                  | Alessandro Siani     | Vanessa Incontrada   | Vanessa Incontrada   | Vanessa Incontrada   |
| 35ª      | 27 settembre 2022 - 10 giugno 2023 | dal 24 ottobre al 10 dicembre 2022        | Sergio Friscia       | Roberto Lipari       | Roberto Lipari       | Roberto Lipari       |
| 35ª      | 27 settembre 2022 - 10 giugno 2023 | 21 novembre 2022                          | Sergio Friscia       | Roberto Lipari       | Zlatan Ibrahimović   | Zlatan Ibrahimović   |
| 35ª      | 27 settembre 2022 - 10 giugno 2023 | dal 12 al 14 dicembre 2022                | Ezio Greggio         | Enzo Iacchetti       | Enzo Iacchetti       | Enzo Iacchetti       |
| 35ª      | 27 settembre 2022 - 10 giugno 2023 | dal 15 al 17 dicembre 2022                | Ezio Greggio         | Enrico Beruschi      | Enrico Beruschi      | Enrico Beruschi      |
| 35ª      | 27 settembre 2022 - 10 giugno 2023 | dal 19 dicembre 2022 all'11 febbraio 2023 | Ezio Greggio         | Enzo Iacchetti       | Enzo Iacchetti       | Enzo Iacchetti       |
| 35ª      | 27 settembre 2022 - 10 giugno 2023 | dal 13 febbraio all'11 marzo 2023         | Sergio Friscia       | Roberto Lipari       | Roberto Lipari       | Roberto Lipari       |
| 35ª      | 27 settembre 2022 - 10 giugno 2023 | dal 13 marzo al 1º aprile 2023            | Gerry Scotti         | Francesca Manzini    | Francesca Manzini    | Francesca Manzini    |
| 35ª      | 27 settembre 2022 - 10 giugno 2023 | dal 3 aprile al 10 giugno 2023            | Gerry Scotti         | Michelle Hunziker    | Michelle Hunziker    | Michelle Hunziker    |
| 36ª      | 25 settembre 2023 - 8 giugno 2024  | dal 25 settembre al 14 ottobre 2023       | Alessandro Siani     | Vanessa Incontrada   | Vanessa Incontrada   | Vanessa Incontrada   |
| 36ª      | 25 settembre 2023 - 8 giugno 2024  | dal 16 ottobre al 9 dicembre 2023         | Sergio Friscia       | Roberto Lipari       | Roberto Lipari       | Roberto Lipari       |
| 36ª      | 25 settembre 2023 - 8 giugno 2024  | dall'11 dicembre 2023 al 10 febbraio 2024 | Ezio Greggio         | Enzo Iacchetti       | Enzo Iacchetti       | Enzo Iacchetti       |
| 36ª      | 25 settembre 2023 - 8 giugno 2024  | dal 12 febbraio al 9 marzo 2024           | Sergio Friscia       | Roberto Lipari       | Roberto Lipari       | Roberto Lipari       |
| 36ª      | 25 settembre 2023 - 8 giugno 2024  | dall'11 al 30 marzo 2024                  | Gerry Scotti         | Francesca Manzini    | Francesca Manzini    | Francesca Manzini    |
| 36ª      | 25 settembre 2023 - 8 giugno 2024  | dal 1º aprile all'8 giugno 2024           | Gerry Scotti         | Michelle Hunziker    | Michelle Hunziker    | Michelle Hunziker    |
| 37ª      | 23 settembre 2024 - 7 giugno 2025  | dal 23 settembre al 12 ottobre 2024       | Nino Frassica        | Michelle Hunziker    | Michelle Hunziker    | Michelle Hunziker    |
| 37ª      | 23 settembre 2024 - 7 giugno 2025  | dal 14 ottobre al 7 dicembre 2024         | Sergio Friscia       | Roberto Lipari       | Roberto Lipari       | Roberto Lipari       |
| 37ª      | 23 settembre 2024 - 7 giugno 2025  | dal 9 dicembre 2024 al 1º febbraio 2025   | Ezio Greggio         | Enzo Iacchetti       | Enzo Iacchetti       | Enzo Iacchetti       |
| 37ª      | 23 settembre 2024 - 7 giugno 2025  | dal 3 febbraio al 22 marzo 2025           | Sergio Friscia       | Roberto Lipari       | Roberto Lipari       | Roberto Lipari       |
| 37ª      | 23 settembre 2024 - 7 giugno 2025  | dal 24 marzo al 7 giugno 2025             | Gerry Scotti         | Michelle Hunziker    | Michelle Hunziker    | Michelle Hunziker    |
| 37ª      | 23 settembre 2024 - 7 giugno 2025  | 17 maggio 2025                            | Gerry Scotti         | Francesca Manzini    | Francesca Manzini    | Francesca Manzini    |

## Statistiche

### Conduttori
Ezio Greggio è il conduttore singolo con più presenze dietro il bancone della trasmissione, è presente fin dalla prima edizione (andata in onda nel 1988 su Italia 1) e l'ha condotta almeno in uno dei periodi della stagione televisiva in tutti gli anni seguenti tranne nella stagione 1991-1992.
| Numero edizioni | Conduttore            | Anni                                                    | Numero puntate |
| --------------- | --------------------- | ------------------------------------------------------- | -------------- |
| 37              | Ezio Greggio          | 1988-1991, dal 1992                                     | 4383           |
| 31              | Enzo Iacchetti        | dal 1994                                                | 2913           |
| 21              | Michelle Hunziker     | dal 2004                                                | 1470           |
| 17              | Salvo Ficarra         | 2005-2020                                               | 1206           |
| 17              | Valentino Picone      | 2005-2020                                               | 1194           |
| 15              | Gerry Scotti          | 1997, 1999, 2005, 2006-2007, 2013, 2015, 2016, dal 2018 | 696            |
| 6               | Francesca Manzini     | dal 2020                                                | 73             |
| 5               | Luca Laurenti         | 2000-2004                                               | 390            |
| 5               | Sergio Friscia        | dal 2020                                                | 283            |
| 4               | Paolo Bonolis         | 2000-2003                                               | 330            |
| 4               | Roberto Lipari        | dal 2021                                                | 272            |
| 3               | Sergio Vastano        | 1991-1994                                               | 327            |
| 3               | Signora Coriandoli    | 1992-1994                                               | 270            |
| 3               | Gene Gnocchi          | 1997-1999                                               | 204            |
| 3               | Tullio Solenghi       | 1997-1998, 2005                                         | 139            |
| 3               | Piero Chiambretti     | 2013-2014, 2016                                         | 16             |
| 3               | Alessandro Siani      | 2021-2023                                               | 75             |
| 3               | Vanessa Incontrada    | 2021-2023                                               | 69             |
| 2               | Raffaele Pisu         | 1989-1991                                               | 349            |
| 2               | Ric                   | 1992-1994                                               | 232            |
| 2               | Lello Arena           | 1995-1996                                               | 192            |
| 2               | Franco Neri           | 2005-2006                                               | 28             |
| 2               | Gabibbo               | 2005, 2013                                              | 2              |
| 2               | Leonardo Pieraccioni  | 2005, 2014                                              | 7              |
| 2               | Maria De Filippi      | 2005, 2015                                              | 7              |
| 2               | Nino Frassica         | 2005, 2024                                              | 22             |
| 2               | Belén Rodríguez       | 2015, 2016                                              | 7              |
| 1               | Gianfranco D'Angelo   | 1988                                                    | 30             |
| 1               | Giorgio Faletti       | 1991                                                    | 54             |
| 1               | Lando Buzzanca        | 1991                                                    | 54             |
| 1               | Teo Teocoli           | 1991-1992                                               | 30             |
| 1               | Gino Bartali          | 1992                                                    | 12             |
| 1               | Claudio Bisio         | 1992                                                    | 18             |
| 1               | Gianni Fantoni        | 1992                                                    | 18             |
| 1               | Alba Parietti         | 1994                                                    | 60             |
| 1               | Mauro Iacchetti       | 1995                                                    | 2              |
| 1               | Massimo Boldi         | 1997                                                    | 30             |
| 1               | Paolo Villaggio       | 1997                                                    | 30             |
| 1               | Franco Oppini         | 1997                                                    | 24             |
| 1               | Claudio Lippi         | 1998                                                    | 24             |
| 1               | Alessandro Benvenuti  | 2004                                                    | 6              |
| 1               | Anna Maria Barbera    | 2004                                                    | 60             |
| 1               | Sasà Salvaggio        | 2004                                                    | 54             |
| 1               | Emilio Fede           | 2005                                                    | 1              |
| 1               | Beppe Braida          | 2005                                                    | 1              |
| 1               | Garrison Rochelle     | 2005                                                    | 5              |
| 1               | Kledi Kadiu           | 2005                                                    | 5              |
| 1               | Massimo Ceccherini    | 2005                                                    | 1              |
| 1               | Giobbe Covatta        | 2005                                                    | 2              |
| 1               | Mike Bongiorno        | 2005                                                    | 1              |
| 1               | Zuzzurro              | 2005                                                    | 2              |
| 1               | Gaspare               | 2005                                                    | 2              |
| 1               | Dario Ballantini      | 2005                                                    | 1              |
| 1               | Gigi D'Alessio        | 2005                                                    | 1              |
| 1               | Francesco Facchinetti | 2005                                                    | 2              |
| 1               | Leo Gullotta          | 2005                                                    | 2              |
| 1               | Loredana Lecciso      | 2005                                                    | 1              |
| 1               | Pino Insegno          | 2005                                                    | 3              |
| 1               | Pino Campagna         | 2005                                                    | 3              |
| 1               | Flavia Vento          | 2005                                                    | 2              |
| 1               | Massimo Lopez         | 2005                                                    | 25             |
| 1               | Mino Reitano          | 2005                                                    | 2              |
| 1               | Elisabetta Canalis    | 2005                                                    | 6              |
| 1               | Maddalena Corvaglia   | 2005                                                    | 6              |
| 1               | Virginia Raffaele     | 2013                                                    | 18             |
| 1               | Maurizio Battista     | 2014                                                    | 6              |
| 1               | Mara Venier           | 2015                                                    | 2              |
| 1               | Christian De Sica     | 2015                                                    | 24             |
| 1               | Luca Bizzarri         | 2016                                                    | 3              |
| 1               | Paolo Kessisoglu      | 2016                                                    | 3              |
| 1               | Cristiano Militello   | 2020                                                    | 1              |
| 1               | Diletta Leotta        | 2021                                                    | 1              |
| 1               | Silvia Toffanin       | 2022                                                    | 6              |
| 1               | Valeria Graci         | 2022                                                    | 8              |
| 1               | Lorella Cuccarini     | 2022                                                    | 4              |
| 1               | Luca Argentero        | 2022                                                    | 5              |
| 1               | Zlatan Ibrahimović    | 2022                                                    | 1              |
| 1               | Enrico Beruschi       | 2022                                                    | 3              |

### Conduttori diStriscia la Domenica
| Stagioni  | Conduttore                                                                |
| --------- | ------------------------------------------------------------------------- |
| 2009/2011 | Valerio Staffelli                                                         |
| 2009/2011 | Cristiano Militello, in alcune puntate nei panni di Antonella Clerici     |
| 2009/2011 | Moreno Morello                                                            |
| 2009/2011 | Luca Cassol nei panni di Capitan Ventosa                                  |
| 2009/2011 | Jimmy Ghione                                                              |
| 2009/2011 | Stefania Petyx                                                            |
| 2009/2011 | Dario Ballantini nei panni di Gianni Morandi e Michela Vittoria Brambilla |
| 2009/2011 | Cristian Cocco                                                            |
| 2009/2011 | Max Laudadio                                                              |
| 2009/2011 | Giampaolo Fabrizio nei panni di Bruno Vespa                               |
| 2009/2011 | Luca Abete                                                                |
| 2009/2011 | Fabio De Nunzio                                                           |
| 2009/2011 | Domenico "Mingo" De Pasquale                                              |
| 2012/2013 | Ezio Greggio                                                              |
| 2012/2013 | Michelle Hunziker                                                         |
| 2012/2013 | Enzo Iacchetti                                                            |
| 2012/2013 | Salvo Ficarra                                                             |
| 2012/2013 | Valentino Picone                                                          |

### Coppie
La coppia più utilizzata è quella formata da Ezio Greggio ed Enzo Iacchetti, che ha al suo attivo 31 conduzioni.
| Edizioni            | Conduttori        | Conduttori         |
| ------------------- | ----------------- | ------------------ |
| 31 (dal 1994)       | Ezio Greggio      | Enzo Iacchetti     |
| 17 (2004-2019)      | Ezio Greggio      | Michelle Hunziker  |
| 17 (2005-2020)      | Ficarra e Picone  | Ficarra e Picone   |
| 10 (dal 2015)       | Gerry Scotti      | Michelle Hunziker  |
| 6 (dal 2020)        | Gerry Scotti      | Francesca Manzini  |
| 4 (2000-2003)       | Paolo Bonolis     | Luca Laurenti      |
| 4 (dal 2021)        | Sergio Friscia    | Roberto Lipari     |
| 3 (1992-1994)       | Maurizio Ferrini  | Sergio Vastano     |
| 3 (2013-2014, 2016) | Piero Chiambretti | Michelle Hunziker  |
| 3 (2021-2023)       | Alessandro Siani  | Vanessa Incontrada |
| 2 (1989-1991)       | Ezio Greggio      | Raffaele Pisu      |
| 2 (1992-1994)       | Ezio Greggio      | Ric                |
| 2 (1995-1996)       | Lello Arena       | Enzo Iacchetti     |
| 2 (1997-1998)       | Gene Gnocchi      | Tullio Solenghi    |
| 2 (2005-2006)       | Ezio Greggio      | Franco Neri        |